# ブランコ

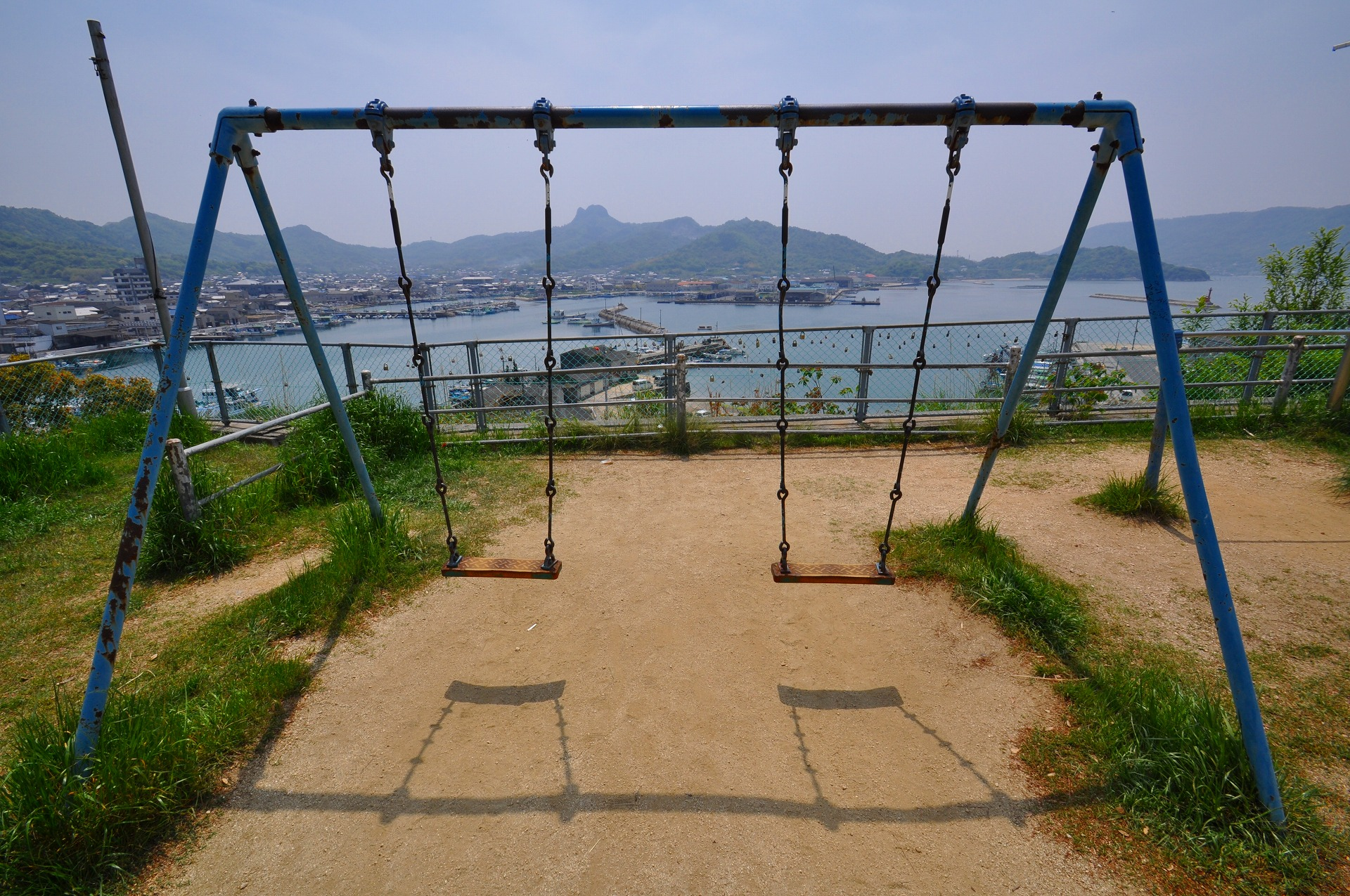
皇子神社にあるブランコ

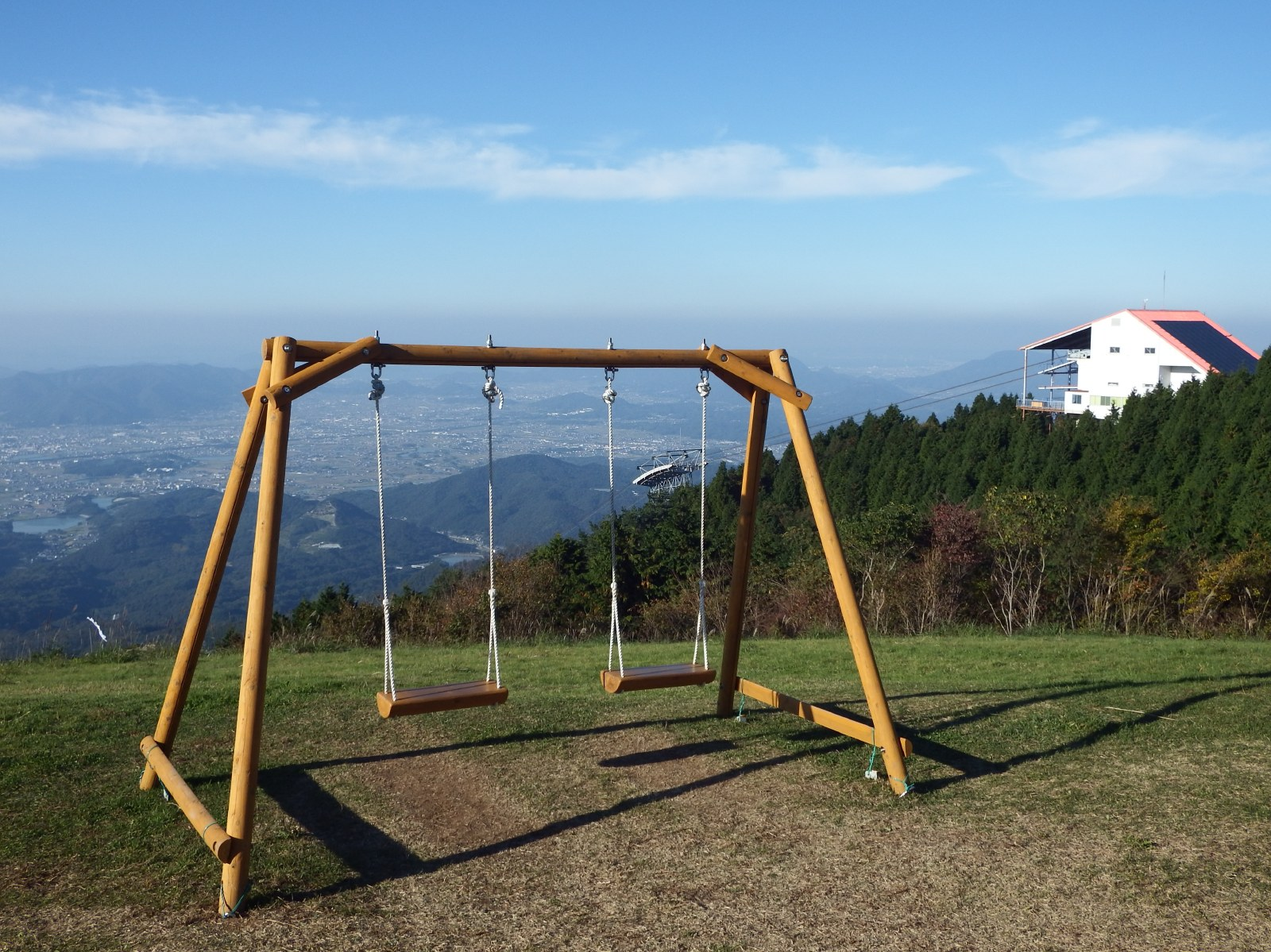
雲辺寺山頂公園にあるブランコ

ブランコは、座板を支柱や樹木から鎖や紐などで水平に吊るした構造の遊具。揺動系遊具に分類される。

## 概説
ブランコはポピュラーな遊具の一つで、公園や小学校の運動場などに備え付けられていることが多い。
鞦韆（秋千、しゅうせん）ともいう。「鞦」「韆」はそれぞれ1文字でもブランコの意味を持つ。「鞦韆」は今でこそブランコの意味を持つが、古くは中国で宮女が使った遊び道具（性具）をさす。現代のブランコとは少し違い、飾りがたくさんついており、遊戯中、裾から足が見えて、皇帝が見ていて運よく夜伽に呼ばれる可能性から艶かしいイメージを持たれていた。北宋の文人、蘇軾の漢詩『春夜』にも鞦韆が出てくることから、性行為の過程を詠んだという解釈もある。唐の玄宗は、鞦韆に「半仙戯」の名を与えたという。
雅語は「ふらここ」。「ぶらんこ」の語源については擬態語「ぶらり」「ぶらん」などから来たとする説や、ポルトガル語の balanço （バランソ、英語のバランス、swing スイングの意もある）、もしくはBlanco（ブランコ、白色）から来たとする説などがある。なお、ポルトガル語版での対応項目タイトルは「Balanço」、フランス語版では「Balançoire」となっている。「ふらんど」「ゆさわり」ともいう。
日本へは古く中国から伝わったとされ、樹木や梁から吊り下げたものであった。嵯峨天皇の詩に詠まれ、『倭名類聚抄』にも記述がみられる。「ぶらんこ」と呼ばれるようになったのは江戸時代になってからとされる。なお、「鞦韆」が古くは性具を指したことから、日本でも「鞦韆に抱き乗せて沓に接吻す」（高浜虚子『五百句』）、「女優の鞦韆も下からのぞこう。沙翁劇も見よう。洋楽入りの長唄も聞こう。」（永井荷風「妾宅」）など、性的ニュアンスを込める場合などにあえてブランコではなく「鞦韆」が使用されている例が見られる。
サーカスなどの曲芸には空中ブランコという独特なブランコが使われる。非常に高い位置から2条の紐が降りていて、その先に細長い棒のようなものがあるだけである。一般のブランコの紐を長くし台を極限まで小さくしたものと解してよい。英語では、遊具のブランコは swing、空中ブランコは trapeze と呼ぶ。

## 種類

### 一方向ブランコ
座板を2本の鎖で支柱から吊り下げる構造を持つ最も一般的なもの。通常は単に「ブランコ」というが、関連文献などでは他の種類と区別するため「一方向ブランコ」として類型化されることがある。座板の材質・形状については、木製の板状のもの、金属製の椅子状のもの、ゴムやポリウレタン製で腰まですっぽり覆われるバケツ型のものなどがある。ただ、ブランコについては飛び降り時に他の遊具や安全柵と衝突するなどの原因による事故も報告されており、座面の改善や転落への対策等が必要という指摘がある。

### 全方向ブランコ

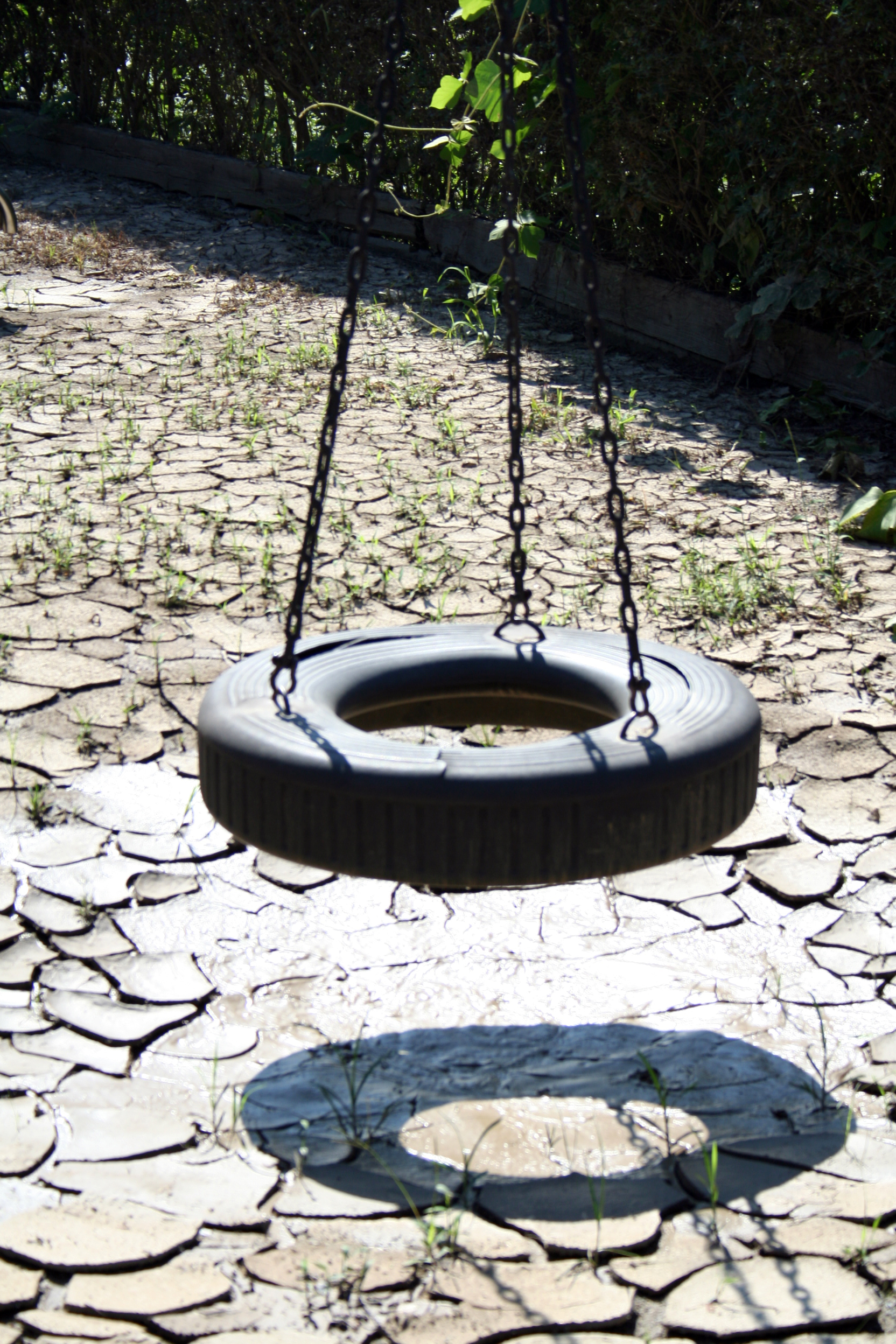
タイヤブランコ。

ゴム製のタイヤを3本の鎖で支柱から吊り下げる構造を持つもの。「タイヤブランコ」もしくは「全方向ブランコ」と呼ばれる。

### 箱ブランコ

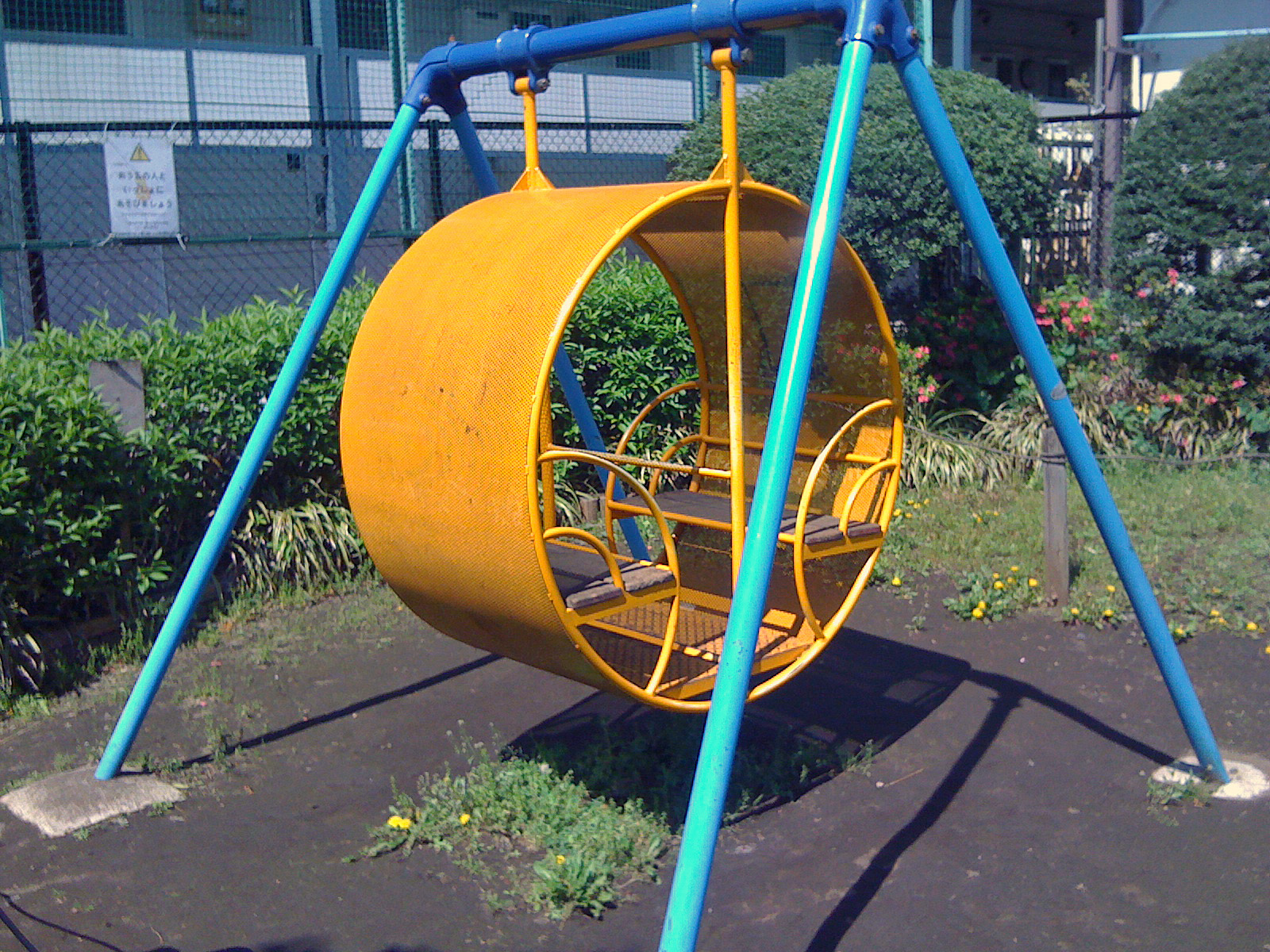
箱ブランコ。

可動部に2人～3人が向かい合って座る構造の4人ないし6人乗りの大型のブランコ。「箱ブランコ」のほか「揺りかご型ブランコ」あるいは「丸ブランコ」などとも呼ばれる。
ただ、可動部の重さ、地面との隙間が狭いこと、指や足を挟む隙間が多いなどの問題点が指摘され、1960年代から頭蓋骨骨折や脳挫傷などによる死亡事故の報告例があった、このようなことから全国的に撤去される例が多くなっている。国土交通省管轄の公園においては、2001年には約13000台設置されていたが、2004年には約3600台にまで減少している。

### 遊動円木
長い座板の両端を鎖で支柱から水平に吊り下げた構造を持つ遊具。遊動円木についても事故の報告があり、座面の材質や可動部の重さが問題点として指摘されている。

## 遊び方
2本の鎖やロープによってぶら下げられた椅子（踏み台）に乗り、振り子の原理を利用して前後に揺らし、踏み台を漕ぐことによって振幅を徐々に大きくすることで振り子運動を楽しんだり高度感を味わったりする。物理学的には、パラメータ励振で説明できる。具体的に言うと、立ち乗りで漕ぐ時には、最下点付近の遠心力が最も大きくなるあたりで立ち上がり、最上点付近の遠心力が小さなところでしゃがむ運動を繰り返している。

### 乗り方の例
以下は一般的なブランコにおける乗り方の例である。

#### 1人乗り

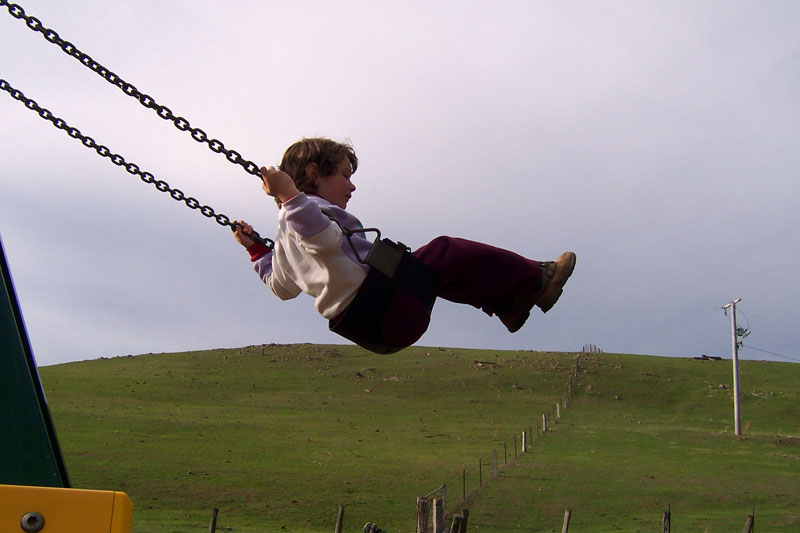
1人乗り（座り乗り）。

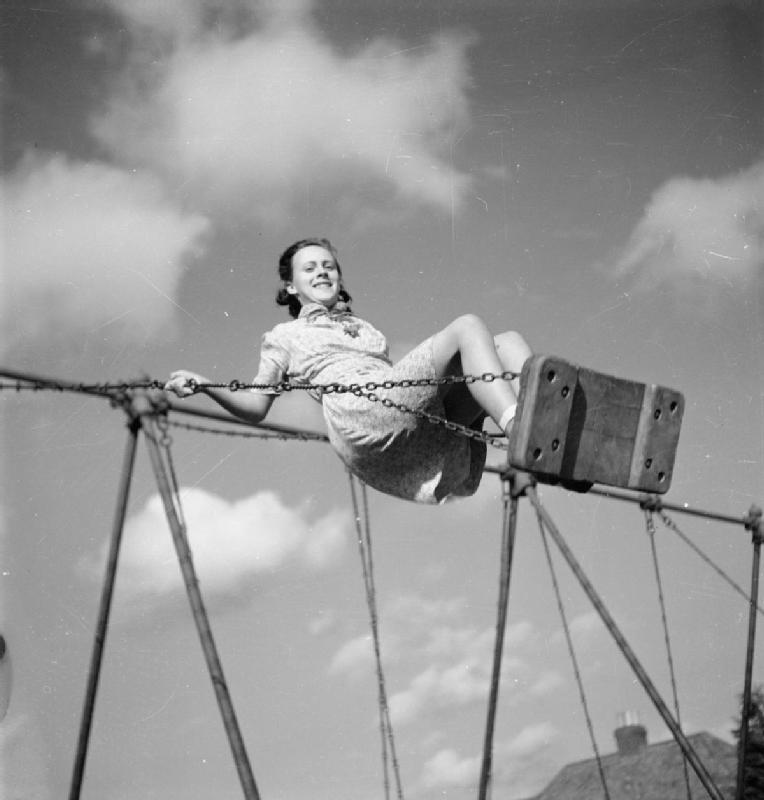
1人乗り（立ち乗り）

座り乗り
最も一般的な乗り方である。ブランコの台に座り、両足を揺り動かすことによりブランコを動かす。この方法だと後ろから誰かに押してもらうことが容易であるので、力のない者でもブランコを楽しむことが出来るし、また転倒などの危険性が少なく、安全性が増す。この方法の欠点は、足が疲れることと、足だけでは作り出す振幅に限りがあるため、すぐには高くまでこぐことが出来ないということである。また立ち乗りが盛んなブランコだと尻が泥で汚れることもある。
立ち乗り
ブランコの台に立ったまま乗り、体全体を揺り動かすことによりブランコを動かすというもので、小学校中学年くらいになってからこの方法を取る者が多い。転倒などのリスクはあるが、体全体を使うことで大きな振幅を生むことができるため、スリルや自分が高いところにいることを楽しむことが容易である。本来座るべきブランコの台に土足で立って乗るのは、座り乗りで前述したような迷惑につながるという批判もある。

#### 2人乗り
2人立ち乗り
乗る人をA・Bとすると、Aが大きく足を広げてブランコの台に立って乗りBがAとは逆の方向にAの股の間に足を置いて乗るという説明が出来る。この方法で高さなどを楽しむのはほぼ不可能である。親密な関係にあるもの（カップルなど）が好む傾向にある。なおこの方法では足場が極端に狭くなることから転落の可能性が大変高く、安全であるとは言いがたい。
1人座り1人立ち乗り
乗る人をA・Bとすると、Aが座り乗りをし、Bが立ち乗りをする。BはAと向かい合わせに立つことが多いが、同じ向きに立つことも可能である。Bの足の位置はAと鎖の間に滑り込ませることもあるし、鎖の外側に足を置くこともある。この方法も2人立ち乗りと同様に足場が狭くなることから転落の可能性が高く、振れの角度によっては座っている人が落下する可能性もあり、安全な乗り方ではない。

## 文化

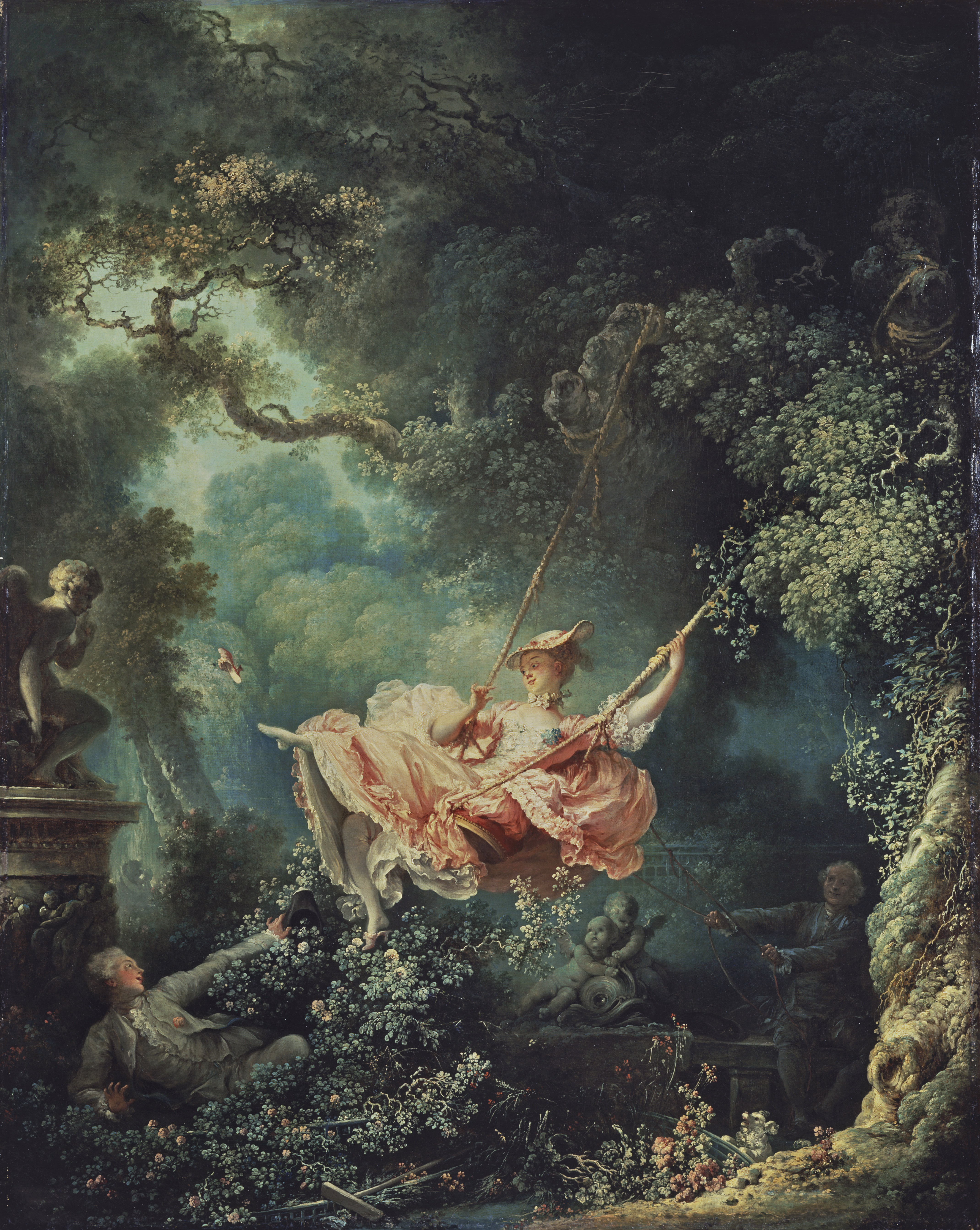
ジャン・オノレ・フラゴナール『ぶらんこ』（1767-1768年頃）、ウォレス・コレクション蔵。

- 深夜の公園で一人でブランコに座っている若い女性あるいは中年男性は、寂しい人を象徴するシーンとして映画やテレビドラマなどでよく使われる。よく知られたものに黒澤明の『生きる』や増村保造の『暖流』のシーンがある。
- 一方、ブランコを性的文脈で使用した映画としては神代辰巳の『櫛の火』がある。作中には草刈正雄演ずる青年がブランコに揺られるジャネット八田演ずる女のスカートの中をのぞき見るというシーンがある。
- 俳句では春の季語である。
- 朝松健の「東山殿御庭」ではブランコの古名である「鞦韆」が怪異の謎を解く鍵として使われている。作中では一休宗純が「やれやれ、応仁の乱の十年は都を焼尽いたしたのみならず、子供から〝しうせん〟の思い出まで取り上げた訳じゃ」と述べるなど、「鞦韆」は「しうせん」と表記されてそれが何を意味するのかも1つの謎となっている。
- ドイツ中世を代表する叙事詩人ヴォルフラム・フォン・エッシェンバッハ の『パルチヴァール』では、主人公が渡る、城門に通じる古い跳ね橋の揺れ方が、子供がブランコに興じる様と比べられている[14]。

### ブランコをテーマにした音楽
- 『子供の遊び』Op.22より第1曲「ぶらんこ」 - ジョルジュ・ビゼー作曲のピアノ連弾曲。
- ブランコ - 都築益世作詞、芥川也寸志作曲の童謡。
- ブランコ（日野てる子、東京放送児童合唱団） - 1973年6月にNHKの『みんなのうた』で紹介された楽曲。作詞：水木かおる、作曲：一ノ瀬義孝（なお映像に出て来たブランコは本項で紹介された物ではなく、遊園地の金属製ブランコ（別名：ウエーブ・スインガー）である）。
- 白いブランコ - ビリー・バンバンの楽曲。
- 空中ブランコ - Plastic Treeの楽曲。
- ブランコから - Plastic Treeの楽曲。
- ブランコ - Do As Infinityの楽曲。
- 鞦韆 - メガマソの楽曲。
- 由佐波利 - メガマソの楽曲。
- Swing Little Girl - 作詞・作曲・歌：チャールズ・チャップリン。映画『サーカス』再公開の際に挿入された[15][16]。

### ブランコを題材にした絵画
- 『ぶらんこ』 - ジャン・オノレ・フラゴナール、1767年 - 1768年頃[17][18]。
- 『ぶらんこ』 - ピエール＝オーギュスト・ルノワール、1876年[19]。
- 『ブランコに乗った子供たち[20]（Two Children in a swing）』 - ジェローム・トンプソン（英語版）、1884年[21]。
- 『ブランコ』 - フランソワ・フラマン、1897年頃[22]。

### その他のブランコを題材にした作品

#### 絵本
- 『ノンタンぶらんこのせて』 - キヨノサチコ作・絵、偕成社、1976年、ISBN 978-4-03-217010-8[23]。
- 『ぼくはぶらんこ』 - 長井理佳作、梅田千鶴絵、ひかりのくに、1997年[24][25]。
- 『ぶらんこぶーちゃん』 - 矢玉四郎、ひさかたチャイルド、2005年、ISBN 9784893255242[26]。
- 『ぶらんこギーコイコイコイ』 - 角野栄子作、小泉晃子絵、Gakken、2010年、ISBN 9784052032684[27]。
- 『ぶららんこ』 - 鈴木のりたけ作、PHP研究所、2015年、ISBN 9784569784496[28]。

## 韓国

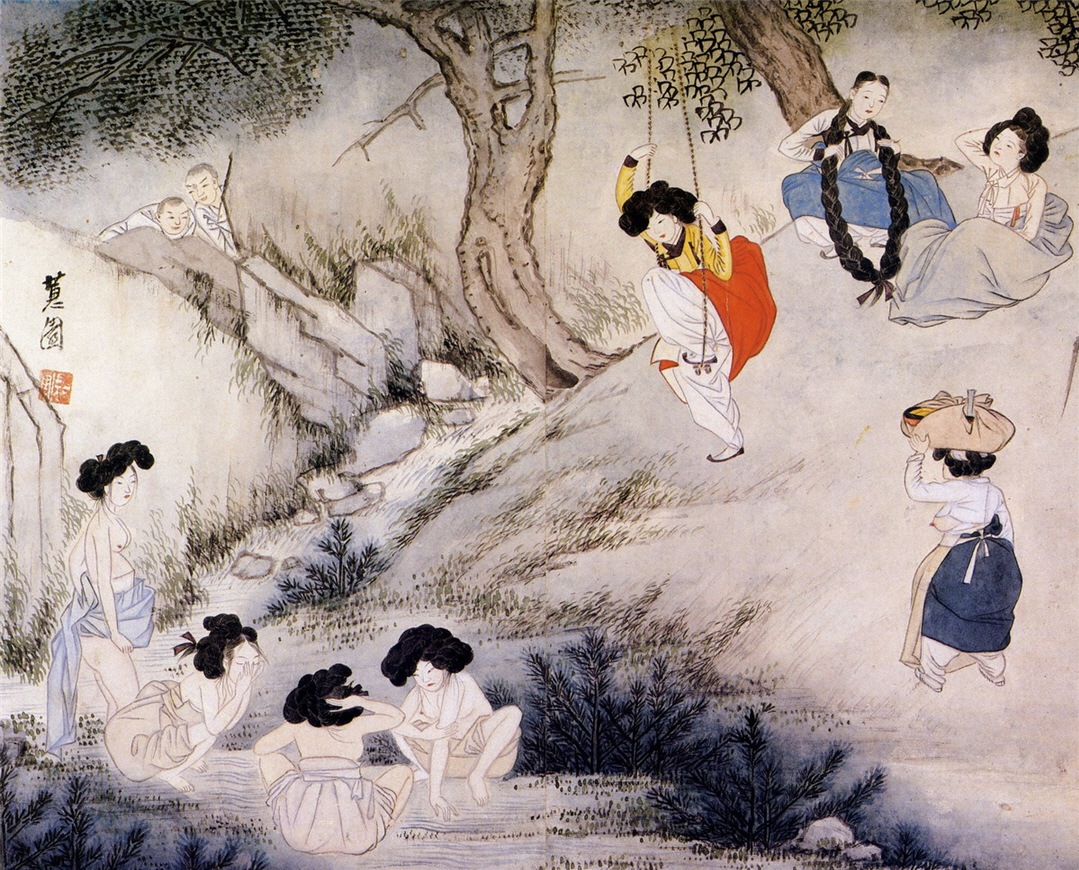
蕙園伝神帖「端午風情」。

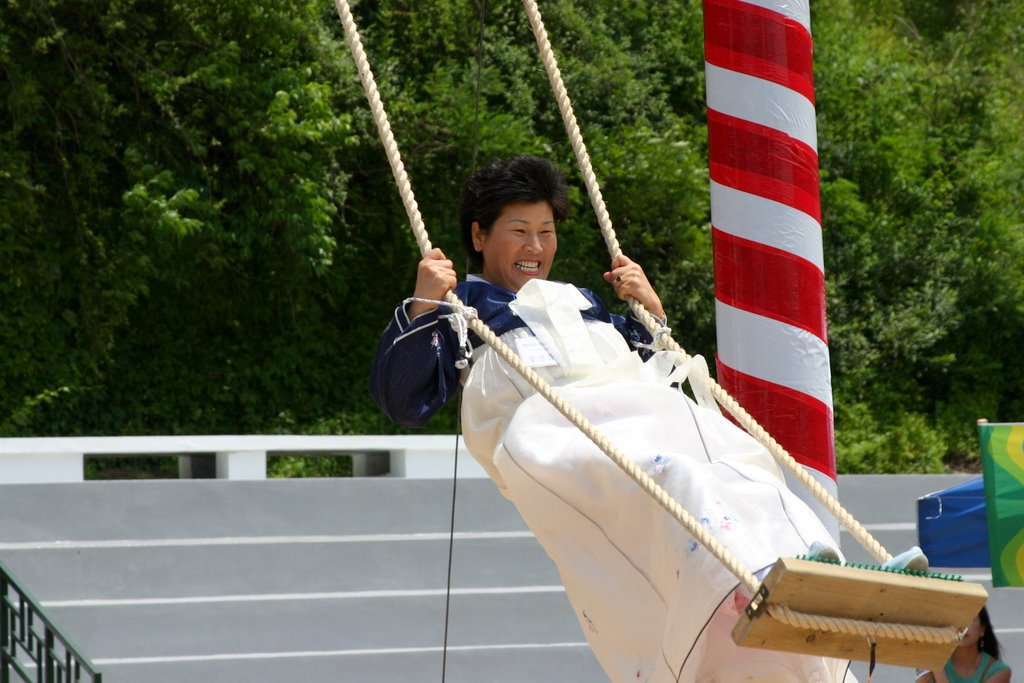
安東民俗博物館の端午祭。

韓国ではブランコはクネ（그네）という。旧暦の5月5日に行われる韓国の端午では、女性がブランコに乗る（クネティギ、그네뛰기）風習がある。

## その他
- 世界最長のブランコとして、日本の福岡県北九州市が響灘緑地グリーンパークに設置したブランコが2019年5月11日、ギネス世界記録認定された。100台のブランコと支柱などを全長約163mの環状につなげて、同日、ギネス認定員が立ち会って100台全てを同時に漕いで見せた。従来の世界最長ブランコはオランダにあり、約133mだった[30]。
- 日本のテレビアニメ『アルプスの少女ハイジ』のオープニングには、非常に長い紐のブランコに乗るシーンがある。目視と計算によると、このブランコの最高速度は時速60 km/hを超えるという（柳田理科雄による説）。
- ヨーヨーの技の一つに、糸でブランコの骨組みを象り。ヨーヨー本体でブランコを表現する「ブランコ」という技がある。
- ブランコを漕ぎながら靴飛ばしをする遊び方もある。
- 飲食店などで、ハンガーや椅子などにかけた洋服などから財布などを盗む手口をブランコスリという。